# UCI ProSeries 2023
Navigation
Édition précédente Édition suivante
L'UCI ProSeries 2023 est la quatrième édition de l'UCI ProSeries, le deuxième niveau de compétition dans l'ordre d'importance du cyclisme sur route masculin après l'UCI World Tour. Cette division, gérée par  l'Union cycliste internationale, est composée de 57 épreuves organisées du 22 janvier au 15 octobre 2023 en Europe, en Amérique et en Asie.

## Équipes
Les équipes qui peuvent participer aux différentes courses dépendent de leur licence.
| Catégorie                 | Équipes |
| ------------------------- | --- |
| 1.Pro (Course d'un jour)  | * UCI WorldTeam (max 70 %) * UCI ProTeam * Équipe continentale du pays * Équipe continentale étrangère (max 2) * Sélection nationale du pays organisateur |
| 2.Pro (Course par étapes) | * UCI WorldTeam (max 70 %) * UCI ProTeam * Équipe continentale du pays * Équipe continentale étrangère (max 2) * Sélection nationale du pays organisateur |

## Courses
Cette édition comprend au total 57 courses, 33 courses d'un jour (1.Pro) et 24 courses par étapes (2.Pro). Il y a 49 épreuves en Europe, 6 en Asie et 2 aux Amériques.

## Calendrier des épreuves et vainqueurs
| Date            | Course                            | Pays               | Classe | Vainqueur            | Équipe                             |
| --------------- | --------------------------------- | ------------------ | ------ | -------------------- | ---------------------------------- |
| 22-29 janvier   | Tour de San Juan                  | Argentine          | 2.Pro  | Filippo Ganna        | Ineos Grenadiers                   |
| 1er-5 février   | Tour de la Communauté valencienne | Espagne            | 2.Pro  | Rui Costa            | Intermarché-Circus-Wanty           |
| 11-15 février   | Tour d'Oman                       | Oman               | 2.Pro  | Matteo Jorgenson     | Movistar                           |
| 12 février      | Clásica de Almería                | Espagne            | 1.Pro  | Matteo Moschetti     | Q36.5 Pro                          |
| 15-19 février   | Tour de l'Algarve                 | Portugal           | 2.Pro  | Daniel Martínez      | Ineos Grenadiers                   |
| 15-19 février   | Tour d'Andalousie                 | Espagne            | 2.Pro  | Tadej Pogačar        | UAE Emirates                       |
| 25 février      | Ardèche Classic                   | France             | 1.Pro  | Julian Alaphilippe   | Soudal Quick-Step                  |
| 26 février      | Drôme Classic                     | France             | 1.Pro  | Anthony Perez        | Cofidis                            |
| 26 février      | Kuurne-Bruxelles-Kuurne           | Belgique           | 1.Pro  | Tiesj Benoot         | Jumbo-Visma                        |
| 1er mars        | Trofeo Laigueglia                 | Italie             | 1.Pro  | Nans Peters          | AG2R Citroën                       |
| 15 mars         | Nokere Koerse                     | Belgique           | 1.Pro  | Tim Merlier          | Soudal Quick-Step                  |
| 15 mars         | Milan-Turin                       | Italie             | 1.Pro  | Arvid de Kleijn      | Tudor                              |
| 16 mars         | Grand Prix de Denain              | France             | 1.Pro  | Sebastián Molano     | UAE Emirates                       |
| 17 mars         | Bredene Koksijde Classic          | Belgique           | 1.Pro  | Gerben Thijssen      | Intermarché-Circus-Wanty           |
| 26 mars         | Grand Prix de Larciano            | Italie             | 1.Pro  | Ben Healy            | EF Education-EasyPost              |
| 1er avril       | Grand Prix Miguel Indurain        | Espagne            | 1.Pro  | Ion Izagirre         | Cofidis                            |
| 5 avril         | Grand Prix de l'Escaut            | Belgique           | 1.Pro  | Jasper Philipsen     | Alpecin-Deceuninck                 |
| 12 avril        | Flèche brabançonne                | Belgique           | 1.Pro  | Dorian Godon         | AG2R Citroën                       |
| 17-21 avril     | Tour des Alpes                    | Italie et Autriche | 2.Pro  | Tao Geoghegan Hart   | Ineos Grenadiers                   |
| 6 mai           | Grand Prix du Morbihan            | France             | 1.Pro  | Arnaud De Lie        | Lotto Dstny                        |
| 7 mai           | Tro Bro Leon                      | France             | 1.Pro  | Giacomo Nizzolo      | Israel-Premier Tech                |
| 10-14 mai       | Tour de Hongrie                   | Hongrie            | 2.Pro  | Marc Hirschi         | UAE Emirates                       |
| 16-21 mai       | Quatre Jours de Dunkerque         | France             | 2.Pro  | Romain Grégoire      | Groupama-FDJ                       |
| 25-28 mai       | Boucles de la Mayenne             | France             | 2.Pro  | Oier Lazkano         | Movistar                           |
| 26-29 mai       | Tour de Norvège                   | Norvège            | 2.Pro  | Ben Tulett           | Ineos Grenadiers                   |
| 4 juin          | Brussels Cycling Classic          | Belgique           | 1.Pro  | Arnaud Démare        | Groupama-FDJ                       |
| 7-11 juin       | ZLM Tour                          | Pays-Bas           | 2.Pro  | Olav Kooij           | Jumbo-Visma                        |
| 10 juin         | À travers le Hageland             | Belgique           | 1.Pro  | Rasmus Tiller        | Uno-X Pro                          |
| 13 juin         | Mont Ventoux Dénivelé Challenges  | France             | 1.Pro  | Lenny Martinez       | Groupama-FDJ                       |
| 14-18 juin      | Tour de Belgique                  | Belgique           | 2.Pro  | Mathieu van der Poel | Alpecin-Deceuninck                 |
| 14-18 juin      | Tour de Slovénie                  | Slovénie           | 2.Pro  | Filippo Zana         | Jayco AlUla                        |
| 9-16 juillet    | Tour du lac Qinghai               | Chine              | 2.Pro  | Henok Mulubrhan      | Green Project-Bardiani CSF-Faizanè |
| 22-26 juillet   | Tour de Wallonie                  | Belgique           | 2.Pro  | Filippo Ganna        | Ineos Grenadiers                   |
| 15-19 août      | Tour de Burgos                    | Espagne            | 2.Pro  | Primož Roglič        | Jumbo-Visma                        |
| 15-19 août      | Tour du Danemark                  | Danemark           | 2.Pro  | Mads Pedersen        | Lidl-Trek                          |
| 17-20 août      | Arctic Race of Norway             | Norvège            | 2.Pro  | Stephen Williams     | Israel-Premier Tech                |
| 23-27 août      | Tour d'Allemagne                  | Allemagne          | 2.Pro  | Ilan Van Wilder      | Soudal Quick-Step                  |
| 3 septembre     | Maryland Cycling Classic          | États-Unis         | 1.Pro  | Mattias Skjelmose    | Lidl-Trek                          |
| 3-10 septembre  | Tour de Grande-Bretagne           | Royaume-Uni        | 2.Pro  | Wout van Aert        | Jumbo-Visma                        |
| 10 septembre    | Grand Prix de Fourmies            | France             | 1.Pro  | Tim Merlier          | Soudal Quick-Step                  |
| 13 septembre    | Grand Prix de Wallonie            | Belgique           | 1.Pro  | Gonzalo Serrano      | Movistar                           |
| 14 septembre    | Coppa Sabatini                    | Italie             | 1.Pro  | Marc Hirschi         | UAE Emirates                       |
| 14-17 septembre | Tour du lac Taihu                 | Chine              | 2.Pro  | George Jackson       | Bolton Equities Black Spoke        |
| 16 septembre    | Super 8 Classic                   | Belgique           | 1.Pro  | Mathieu van der Poel | Alpecin-Deceuninck                 |
| 20-24 septembre | Tour de Luxembourg                | Luxembourg         | 2.Pro  | Marc Hirschi         | UAE Emirates                       |
| 23-30 septembre | Tour de Langkawi                  | Malaisie           | 2.Pro  | Simon Carr           | EF Education-EasyPost              |
| 28 septembre    | Circuit franco-belge              | Belgique           | 1.Pro  | Arnaud De Lie        | Lotto Dstny                        |
| 30 septembre    | Tour d'Émilie                     | Italie             | 1.Pro  | Primož Roglič        | Jumbo-Visma                        |
| 2 octobre       | Coppa Bernocchi                   | Italie             | 1.Pro  | Wout van Aert        | Jumbo-Visma                        |
| 3 octobre       | Trois vallées varésines           | Italie             | 1.Pro  | Ilan Van Wilder      | Soudal Quick-Step                  |
| 3 octobre       | Tour de Münster                   | Allemagne          | 1.Pro  | Per Strand Hagenes   | Jumbo-Visma                        |
| 5 octobre       | Tour du Piémont                   | Italie             | 1.Pro  | Andrea Bagioli       | Soudal Quick-Step                  |
| 5-9 octobre     | Tour de Hainan                    | Chine              | 2.Pro  | Óscar Sevilla        | Medellin-EPM                       |
| 8 octobre       | Paris-Tours                       | France             | 1.Pro  | Riley Sheehan        | Israel-Premier Tech                |
| 11 octobre      | Tour de Vénétie                   | Italie             | 1.Pro  | Dorian Godon         | AG2R Citroën                       |
| 15 octobre      | Japan Cup                         | Japon              | 1.Pro  | Rui Costa            | Intermarché-Circus-Wanty           |
| 15 octobre      | Veneto Classic                    | Italie             | 1.Pro  | Davide Formolo       | UAE Emirates                       |

## Points attribués pour les classements UCI
Les courses ProSeries attribuent des points au classement mondial UCI 2023 selon le barème suivant :
| Position                  | 1er | 2e  | 3e  | 4e  | 5e | 6e | 7e | 8e | 9e | 10e | 11e | 12e | 13e | 14e | 15e | 16e à 30e | 31e à 40e |
| Classement général        | 200 | 150 | 125 | 100 | 85 | 70 | 60 | 50 | 40 | 35  | 30  | 25  | 20  | 15  | 10  | 5         | 3         |
| Par étapes                | 20  | 15  | 10  | 5   | 3  |    |    |    |    |     |     |     |     |     |     |           |           |
| Port du maillot de leader | 5   |     |     |     |    |    |    |    |    |     |     |     |     |     |     |           |           |